# Summerland (Columbia Británica)
Summerland (población en  2016 de 11 615 habitantes) es una ciudad en el lado oeste del lago Okanagan en el interior de la Columbia Británica, Canadá. El distrito está entre Peachland al norte y Penticton al sur. El centro más grande de la región es Kelowna, aproximadamente a 50 km (31 millas) al norte (por la autopista 97 ), y Vancouver está aproximadamente a 425 km (264 millas) al oeste. El distrito es famoso por "Bottleneck drive", un sistema de carreteras que conectan varias bodegas.
Summerland se caracteriza por ser un sitio que posee increíbles vistas, ya que ahí se sitúa  la montaña Giant's Head, el cual antiguamente era un volcán; también cuenta con jardines ornamentales y la famosa Bottleneck Drive, donde los caminos rurales conectan las diversas y encantadoras bodegas de vino. 
Esta comunidad cuenta con más de 700 miembros comerciales dentro de la Cámara de Comercio, local ayuda al desarrollo económico y fomenta nuevos negocios.

## Historia
En 2006, el Distrito de Summerland celebró su centenario como municipio incorporado en 1906, sin embargo, la historia del asentamiento en el área de Summerland se extiende más allá de ese tiempo. Los primeros habitantes de Summerland fueron los Syilx (Pueblos Salish de Okanagan), con los límites de las Primeras Naciones que se extienden desde Kamloops al sur de Estado de Washington. El área conocida como "Nicola Prairie" recibió el nombre del Gran Jefe Nicola (Nicola (líder de Okanagan)).
Un mapa publicado del Valle de Okanagan en 1827 incluye sólo tres sitios para todo el Valle de Okanagan; Nicola Prairie; Lone Tree (extremo norte de Summerland); y Sandy Cove (al otro lado del lago desde la actual Kelowna). El pasado orgulloso y diverso de Summerland incluye la caza y el comercio de pieles, la ganadería, las huertas y las industrias de frutas, los centros de transporte, y más recientemente, el turismo. La inmigración al área de Summerland comenzó a fines de la década de 1880 cuando llegaron los primeros colonos y comenzaron a desviar el agua para regar los huertos. El primer huerto comercial se plantó en la década de 1890 en "Trout Creek", donde se emitió una licencia de agua para regar 1,000 acres (4.0 km²).
El primer asentamiento identificado en los mapas del valle de Okanagan fue el campamento de sacerdotes ubicado a orillas del lago Garnett. El desarrollo posterior comenzó a orillas del lago Okanagan. Los bancos superiores continuaron siendo una ruta de transporte importante y se construyeron o se planificó el desarrollo de varias comunidades pequeñas. Incluían Upper Trout Creek, Balcomo, Prairie Valley Townsite, Mineola y Appledale. En 1892 se estableció Upper Trout Creek.
El nombre anterior de Summerland era Trout Creek. En la década de 1890, George Barclay operaba el rancho de ganado más grande de Trout Creek. En 1902, Sir Thomas Shaughnessy compró Barclay Ranch y formó Summerland; la incorporación no se completó hasta 1906. En la década de 1920, se desarrolló la ubicación actual del centro de Summerland y las áreas anteriores en los bancos superiores no se utilizaron ni se olvidaron. El centro de Summerland (Siwash Flat) fue originalmente parte de la "Penticton Indian Band" de la "Indian Reserve No. 3 "(intercambiado entre 1904-06 después de un acuerdo de tierras de mutuo acuerdo). Las tierras sometidas finalmente se conocieron como West Summerland.
En la actualidad, Lower Town fue el sitio original de la ciudad de Summerland. A principios de la década de 1900, Summerland Development Company con Sir Thomas Shaughnessy (presidente) y J.M. Robinson (gerente) fueron los principales responsables de las decisiones iniciales sobre su desarrollo. De la Compañía, la comunidad recibió agua, fosas sépticas, electricidad, una oficina de correos, una escuela y un aserradero. Los colonos de las praderas, el este de Canadá e Inglaterra se sintieron atraídos por el área de Summerland.

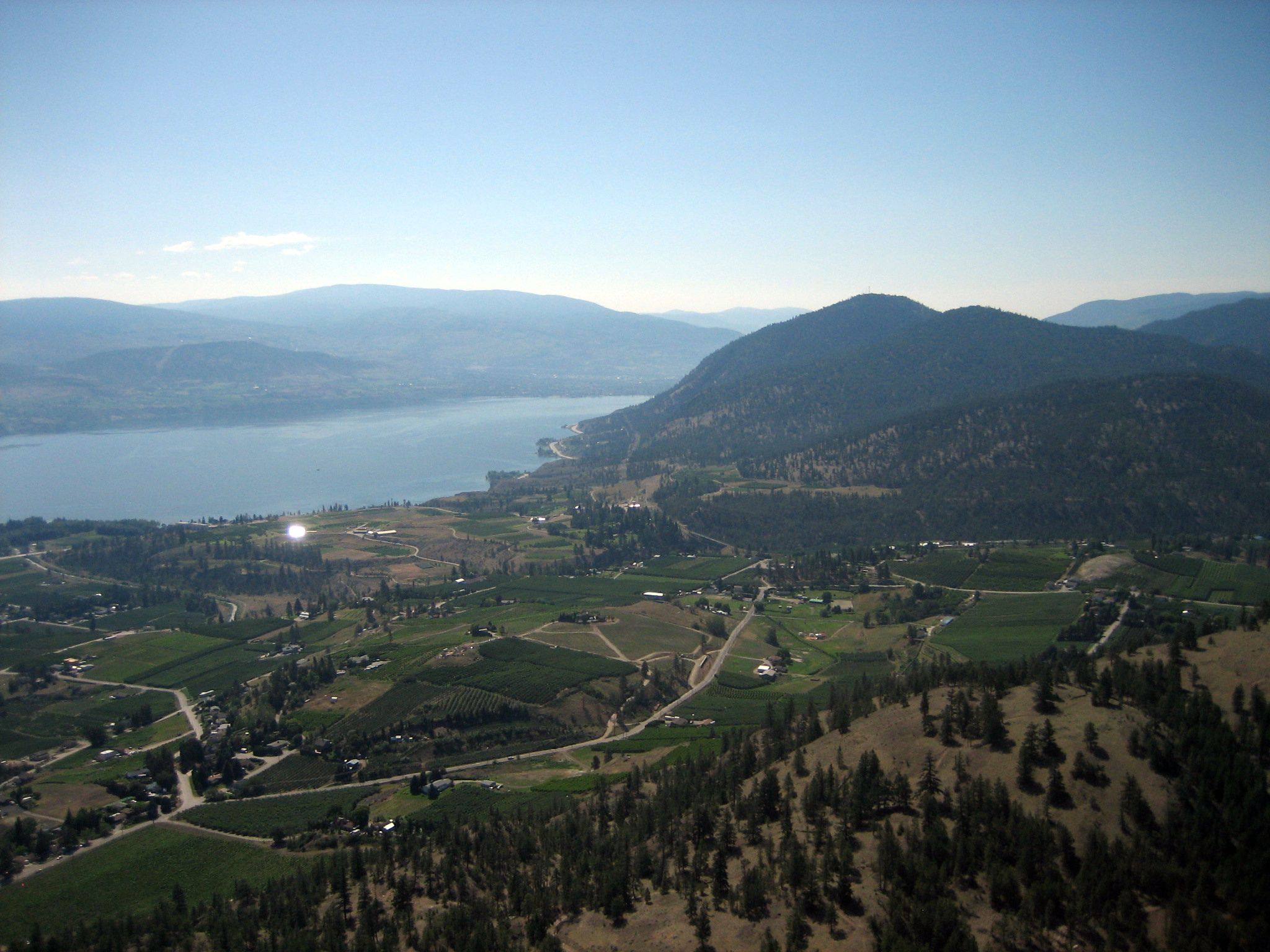
Vista desde Giants Head hacia el sureste hasta el lago Okanagan

En 1907, Summerland tenía acceso a Peachland y Penticton con un sistema de carreteras bien establecido y un servicio de ferry que conectaba la comunidad con la costa este del lago Okanagan (Naramata). West Summerland (actual Downtown Summerland) experimentó una mayor importancia también en parte debido a un incendio de 1922 que destruyó muchos de los edificios junto al lago en Lower Town.

## Vino
En Summerland se encuentra una de las mayores industrias vitivinícolas de Canadá. Muchas de las bodegas de Summerland están conectadas por el famoso 'Bottleneck Drive'. Las bodegas famosas incluyen: Giant Head, Thornhaven, Dirty Laundry, Sleeping Giant, SummerGate, Sumac Ridge, Heaven's Gate, SilkScarf, 8th Generation y Estate Thurn.

## Deporte
De Summerland es el "Summerland Steam", que juega en la "Kootenay International Junior Hockey League". En la ciudad también jugaban los "Summerland Sting" (2001-2009) y los "Summerland Warriors" (1999-2000), los cuales jugaron en la misma liga. Anteriormente, los "Summerland Buckaroos" jugaron en la "Liga de hockey de la Columbia Británica" de 1983 a 1988. Igualmente, en Summerland tiene su sede la Asociación de Hockey Minor de Summerland (SMHA), conocida como "Summerland Jets".

### Clima
Summerland tiene un clima continental húmedo con veranos calurosos y secos e inviernos fríos. La temperatura media anual de los valles principales es aproximadamente 10 °C (50 °F) con una media de verano de 21 °C (70 °F) y una media de invierno de −3.5 °C (25.7 °F); sin embargo, los meses de invierno suelen ser muy templados y el clima frío no suele durar más de unas pocas semanas, mientras que los meses de verano suelen tener sequías con temperaturas altas durante el día y frescas durante la noche. A fines del otoño y la mayor parte del invierno ve muy poco sol en Summerland, pero Summerland tiene más días con sol durante la primavera que en cualquier otro lugar de Canadá. El sol hace su aparición en promedio 88,4 días cada primavera.
Debido a que Summerland está ubicado en un banco natural de río, se mantiene relativamente cálido por la noche. En comparación, "Penticton" experimenta noches más frías a medida que el aire frío desciende hacia el valle de abajo. Estas noches cálidas en un clima seco significan que Summerland tiene la humedad relativa matutina más baja de Canadá de mayo a septiembre.
| Parámetros climáticos promedio de Summerland | Parámetros climáticos promedio de Summerland | Parámetros climáticos promedio de Summerland | Parámetros climáticos promedio de Summerland | Parámetros climáticos promedio de Summerland | Parámetros climáticos promedio de Summerland | Parámetros climáticos promedio de Summerland | Parámetros climáticos promedio de Summerland | Parámetros climáticos promedio de Summerland | Parámetros climáticos promedio de Summerland | Parámetros climáticos promedio de Summerland | Parámetros climáticos promedio de Summerland | Parámetros climáticos promedio de Summerland | Parámetros climáticos promedio de Summerland |
| Mes                                          | Ene.                                         | Feb.                                         | Mar.                                         | Abr.                                         | May.                                         | Jun.                                         | Jul.                                         | Ago.                                         | Sep.                                         | Oct.                                         | Nov.                                         | Dic.                                         | Anual                                        |
| -------------------------------------------- | -------------------------------------------- | -------------------------------------------- | -------------------------------------------- | -------------------------------------------- | -------------------------------------------- | -------------------------------------------- | -------------------------------------------- | -------------------------------------------- | -------------------------------------------- | -------------------------------------------- | -------------------------------------------- | -------------------------------------------- | -------------------------------------------- |
| Temp. máx. abs. (°C)                         | 15.5                                         | 16.7                                         | 22.2                                         | 28.9                                         | 33.9                                         | 44.7                                         | 40.0                                         | 37.8                                         | 36.0                                         | 28.5                                         | 19.5                                         | 15.6                                         | 44.7                                         |
| Temp. máx. media (°C)                        | 1.2                                          | 4.7                                          | 9.8                                          | 15.4                                         | 20.4                                         | 23.9                                         | 28.4                                         | 28.0                                         | 22.4                                         | 13.9                                         | 6.1                                          | 1.7                                          | 14.7                                         |
| Temp. media (°C)                             | -1.5                                         | 1.0                                          | 4.8                                          | 9.4                                          | 14.1                                         | 17.6                                         | 21.4                                         | 21.0                                         | 16.0                                         | 9.0                                          | 2.9                                          | -0.9                                         | 9.6                                          |
| Temp. mín. media (°C)                        | -4.1                                         | -2.8                                         | -0.2                                         | 3.4                                          | 7.7                                          | 11.2                                         | 14.3                                         | 13.9                                         | 9.6                                          | 4.0                                          | -0.3                                         | -3.5                                         | 4.4                                          |
| Temp. mín. abs. (°C)                         | -30.0                                        | -26.7                                        | -21.7                                        | -8.9                                         | -5.0                                         | 1.5                                          | 4.4                                          | 5.6                                          | -3.9                                         | -14.0                                        | -23.0                                        | -29.4                                        | -30.0                                        |
| Precipitación total (mm)                     | 25.6                                         | 18.5                                         | 20.7                                         | 28.8                                         | 37.1                                         | 42.2                                         | 36.1                                         | 30.2                                         | 20.1                                         | 19.5                                         | 28.0                                         | 30.0                                         | 336.7                                        |
| Lluvias (mm)                                 | 10.2                                         | 12.5                                         | 19.1                                         | 28.8                                         | 37.1                                         | 42.2                                         | 36.1                                         | 30.2                                         | 20.1                                         | 19.2                                         | 21.5                                         | 10.1                                         | 287.0                                        |
| Nevadas (cm)                                 | 16.1                                         | 7.7                                          | 2.3                                          | 0.0                                          | 0.0                                          | 0.0                                          | 0.0                                          | 0.0                                          | 0.0                                          | 0.2                                          | 6.7                                          | 21.0                                         | 54.0                                         |
| Días de precipitaciones (≥ 0.2 mm)           | 10.3                                         | 9.3                                          | 9.1                                          | 11.2                                         | 11.5                                         | 11.2                                         | 9.7                                          | 8.6                                          | 5.9                                          | 7.3                                          | 12.6                                         | 12.1                                         | 118.8                                        |
| Días de lluvias (≥ 0.2 mm)                   | 5.1                                          | 6.3                                          | 8.6                                          | 11.2                                         | 11.5                                         | 11.2                                         | 9.7                                          | 8.6                                          | 5.9                                          | 7.2                                          | 10.8                                         | 4.6                                          | 100.8                                        |
| Días de nevadas (≥ 0.2 cm)                   | 5.8                                          | 3.3                                          | 0.9                                          | 0.0                                          | 0.0                                          | 0.0                                          | 0.0                                          | 0.0                                          | 0.0                                          | 0.1                                          | 2.5                                          | 8.1                                          | 20.7                                         |
| Horas de sol                                 | 40.8                                         | 93.9                                         | 160.0                                        | 195.2                                        | 248.1                                        | 256.3                                        | 302.2                                        | 283.2                                        | 223.2                                        | 148.9                                        | 64.2                                         | 42.0                                         | 2057.9                                       |
| Fuente:                                      |                                              |                                              |                                              |                                              |                                              |                                              |                                              |                                              |                                              |                                              |                                              |                                              |                                              |

## Relaciones internacionales
Summerland se encuentra como ciudad hermanada con Omak (Washington), una ciudad en los Estados Unidos, y con Toyokoro, Hokkaido, una ciudad en Japón.

## Gente notable
- George Ryga –dramaturgo y novelista
- Nicole Dunsdon – Miss Canadá 1992
- Cynthia Kereluk – Miss Canadá 1984
- Justin Kripps – Bobsleigh
- Kristi Richards – Esquiador de estilo libre
- Dan O'Rourke – árbitro de la National Hockey League (NHL)